# Xarxa Europea de Bòlids
La Xarxa Europea de Bòlids és una organització internacional amb seu a l'Europa Central (Alemanya i la República Txeca). El seu propòsit és l'observació nocturna sistemàtica i simultània de meteors i altres propòsits d'objectes nebulitzants.
La xarxa es va ubicar inicialment a l'Observatoř Ondřejov, República Txeca, després de la caiguda del meteorit de Příbram  el 7 d'abril de 1959, que va ser el primer meteorit observat simultàniament per diverses estacions. El 1963, la xarxa estava formada per cinc estacions. Va ser més tard (al voltant de 1968) expandit per la instal·lació d'unes 15 estacions noves a Alemanya i anomenada la Xarxa Europea de Bòlids.